# Yuta Narawa
Yuta Narawa (奈良輪 雄太 Narawa Yuta?), född 29 augusti 1987 i Kanagawa prefektur, är en japansk fotbollsspelare.
Narawa började sin karriär 2010 i Sagawa Shiga FC. Han spelade 88 ligamatcher för klubben. 2013 flyttade han till Yokohama F. Marinos. Med Yokohama F. Marinos vann han japanska cupen 2013. Efter Yokohama F. Marinos spelade han för Shonan Bellmare och Tokyo Verdy.